# 1572
1572 (MDLXXII) je bilo prestopno leto, ki se je po julijanskem koledarju začelo na torek.

## Dogodki
- januar - Holandci pričenejo vojno za osvoboditev izpod Španije.
- 24. avgust - Šentjernejska noč, pokol približno 2000 pariških hugenotov, francoskih protestantov.
- 11. november - Tycho Brahe v ozvezdju Kasiopeje opazuje supernovo SN 1572.

Neznan datum
- Ruski car Ivan Grozni ukine opričnino (uvedena 1565)

## Rojstva
Neznan datum
- Johann Bayer, nemški astronom († 1625)
- John Donne, angleški pesnik († 1631)

## Smrti
- 7. julij - Sigismund II. Avgust, poljski kralj in litovski veliki knez (* 1520)
- 25. julij - Izak Lurija, otomanski judovski mistik, rabin, teolog (* 1534)
- 24. avgust - Gaspard de Coligny, francoski admiral, hugenot (* 1519)
- 26. avgust - Petrus Ramus, francoski humanist, pedagog, filozof (* 1515)
- 24. november - John Knox, škotski reformator in kalvinistični teolog (* 1510)